# José Celestino Mutis
José Celestino Mutis (n. 6 aprilie 1732 - d. 11 septembrie 1808) a fost un matematician și botanist spaniol.
1. 1 2  José Celestino Mutis Bossio, Gran Enciclopèdia Catalana
2. 1 2  José Celestino Mutis y Bosio, Diccionario biográfico español, accesat în 9 octombrie 2017
3. 1 2 3  Autoritatea BnF, accesat în 10 octombrie 2015
4. 1 2  Jose Mutis, Encyclopædia Britannica Online, accesat în 9 octombrie 2017
5. ↑   https://urosario.edu.co/museo/coleccion/monumento-funerario-jose-celestino-mutis Lipsește sau este vid: |title= (ajutor)
6. 1 2  , p. 12 https://www.google.cat/books?id=CqtAnbiZ6YkC Lipsește sau este vid: |title= (ajutor)
7. 1 2  MacTutor History of Mathematics archive
8. ↑  , p. 261 https://asclepio.revistas.csic.es/index.php/asclepio/article/view/112 Lipsește sau este vid: |title= (ajutor)
9. ↑  , p. 260 https://asclepio.revistas.csic.es/index.php/asclepio/article/view/112 Lipsește sau este vid: |title= (ajutor)
10. ↑  , p. 13 https://www.google.cat/books?id=CqtAnbiZ6YkC Lipsește sau este vid: |title= (ajutor)
11. ↑  , p. 16-18 https://www.google.cat/books?id=CqtAnbiZ6YkC Lipsește sau este vid: |title= (ajutor)
12. ↑  , p. 18-20 https://www.google.cat/books?id=CqtAnbiZ6YkC Lipsește sau este vid: |title= (ajutor)